# Franz Ruppen

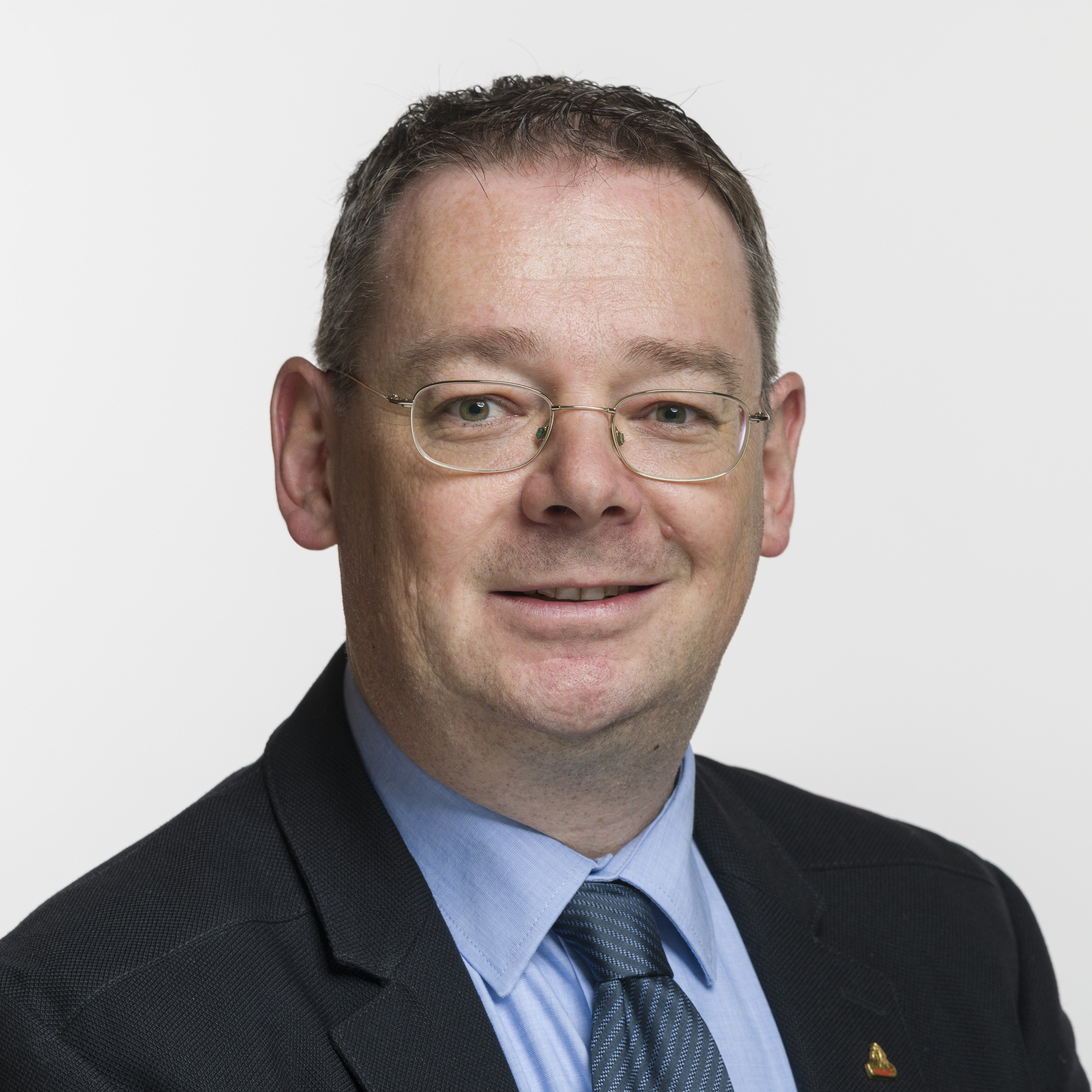
Franz Ruppen (2019)

Franz Ruppen (geboren am 24. Februar 1971 in Siders; heimatberechtigt in Naters) ist ein Schweizer Politiker (SVP). Er war von 2015 bis 2021 Nationalrat und ist seit 2021 Staatsrat des Kantons Wallis.

## Leben

### Ausbildung und Beruf
Ruppen machte 1990 die Matur am Kollegium Spiritus Sanctus in Brig. 1997 schloss er sein Studium Rechtswissenschaften an der Universität Bern mit dem Lizentiat ab. 2001 erhielt er das Anwalts- und Notarsdiplom des Kantons Wallis. Von 2001 bis 2021 war er als selbständiger Anwalt und Notar tätig.

### Politische Laufbahn
Ruppen war von 2005 bis 2021 Mitglied des Gemeinderats von Naters, von 2017 bis 2021 als Gemeindepräsident. Von 2005 bis 2015 war Ruppen Walliser Grossrat und währenddessen ab 2009 Fraktionschef der SVP Oberwallis. Von 2008 bis 2021 war er Präsident der SVP Oberwallis.
Bei den Wahlen 2015 wurde Ruppen in den Nationalrat gewählt. 2019 wurde er bestätigt. Am 28. März 2021 wurde er im zweiten Wahlgang in den Staatsrat des Kantons Wallis gewählt. Er trat infolgedessen aus dem Nationalrat zurück.
Ruppen ist im Vorstand des Vereins «Lebensraum Wallis ohne Grossraubtiere». Er befürwortet die Ausrottung des Wolfes in der Schweiz.